# عزيز صالح النومان
عزيز صالح النومان الخفاجي (1941 أو 1945م - 30 كانون الثاني 2006) مسؤول عراقي بعثي في عهد الرئيس صدام حسين الذي عيّنَه محافظا للكويت أثناء الاحتلال العراقي للكويت في تشرين الثاني/نوفمبر سنة 1990 حتى 27 شباط/فبراير 1991 خلفاً لعلي حسن المجيد.
وضعته حكومة الولايات المتحدة في عداد مجموعة سمّتها «الاثني عشر الوسخون» حيث يزعمون أنهم مسؤولون عن التعذيب والقتل في العراق. قبل الغزو الأمريكي في نيسان/أبريل 2003 كان عزيز النومان رئيس القيادة الإقليمية لحزب البعث والمسؤول عن غرب بغداد. كان سابقا محافظ محافظة كربلاء ومحافظة النجف. اعتقله الجيش الأمريكي المحتلّ للعراق في 22 أيار/مايو 2003. كان في ذلك الوقت هو رقم 8 في قائمة القيادة المركزية لأكثر العراقيين المطلوبين والبالغ عددهم 55 شخصا وكان أعلى شخص في قائمة 55 الذين المعتقلين إلى ذلك الوقت. كان واحدا من تسعة قادة عراقيين ترغب الولايات المتحدة في رؤية محاكمتهم إما لجرائم حرب أو جرائم ضد الإنسانية.
كان لا يزال محتجزا لدى الولايات المتحدة اعتبارا من عام 2006 دون أن يُتهم بشيء وفق ما ظهر. في عام 2011 نُقلَ من عهدة الاحتلال الأمريكي إلى عهدة الحكومة العراقية مع خمسة آخرين وحوكم وحكم عليه بالإعدام. عزيز النومان هو ملك الماس في أوراق اللعب العراقية الأكثر طلبا. توفي داخل السجن في العاصمة العراقية بغداد بتاريخ 30 كانون الثاني/يناير 2024.